# 아이리시 타임스

로고

아이리시 타임스(영어: The Irish Times)는 아일랜드의 신문이다.